# Кульомін В'ячеслав Валерійович
В'ячеслав Валерійович Кульомін (рос. Вячеслав Валерьевич Кулёмин; 14 червня 1990, м. Ногінськ, СРСР) — російський хокеїст, лівий нападник. Виступає за «Витязь» (Чехов) у Континентальній хокейній лізі.
Вихованець хокейної школи ЦСКА (Москва). Виступав за ЦСКА-2 (Москва), ЦСКА (Москва), Червона Армія» (Москва).
У складі молодіжної збірної Росії учасник чемпіонату світу 2010. У складі юніорської збірної Росії учасник чемпіонату світу 2008.
Досягнення
- Володар Кубка Харламова (2011)
- Срібний призер юніорського чемпіонату світу (2008).